# Прушин (Седлецький повіт)
Прушин (пол. Pruszyn) — село в Польщі, у гміні Седльці Седлецького повіту Мазовецького воєводства.
Населення — 396 осіб (2011).
У 1975-1998 роках село належало до Седлецького воєводства.

## Демографія
Демографічна структура станом на 31 березня 2011 року:
|          | Загалом | Допрацездатний вік | Працездатний вік | Постпрацездатний вік |
| -------- | ------- | ------------------ | ---------------- | -------------------- |
| Чоловіки | 198     | 50                 | 137              | 11                   |
| Жінки    | 198     | 44                 | 117              | 37                   |
| Разом    | 396     | 94                 | 254              | 48                   |